# Roberto Manzi
Pour les articles homonymes, voir Manzi.
Roberto Manzi, né le 21 mars 1959 à Rimini, est un escrimeur italien.

## Carrière
Roberto Manzi participe aux Jeux olympiques d'été de 1984 et  remporte la médaille de bronze dans l'épreuve de l'épée par équipe.